# به بانو تجاوز شده است

پاملا تیفین (چپ) در کنار کارلو جوفره در صحنه‌ای از فیلم.

به بانو تجاوز شده است (ایتالیایی: La signora è stata violentata) یک فیلم کمدی سکسی سبک ایتالیایی به کارگردانی ویتوریو سیندونی است که در سال ۱۹۷۳ منتشر شد.تصویربرداری فیلم در شهر رم انجام شد و در زمان اکران ۸۹۴،۶۰۰،۰۰۰ لیر فروش داشت.

## گزیدهٔ بازیگران
- پاملا تیفین
- کارلو جوفره
- انریکو مونتسانو
- نینتو داولی
- جیجی بالیستا
- دومینیک بوشرو
- لئوپولدو تریئسته
- فرانکو فابریتسی
- لوچانو سالچه
- آرماندو باندینی
- انتسو روبوتی
- شمس‌الدین ابوالکلام
- لیو بوزیزیو
- جینو پانیانی
- کارلو ساباتینی
- کارلا مانچینی